# Ryslinge Sogn
Ryslinge Sogn ist eine Kirchspielsgemeinde (dän.: Sogn)
auf der Insel Fyn (dt.: Fünen) im südlichen Dänemark.
Bis 1970 gehörte sie zur Harde Gudme Herred im damaligen Svendborg Amt, danach zur Ryslinge Kommune im
Fyns Amt, die im Zuge der  Kommunalreform zum 1. Januar 2007 in der
Faaborg-Midtfyn Kommune in der Region Syddanmark aufgegangen ist.

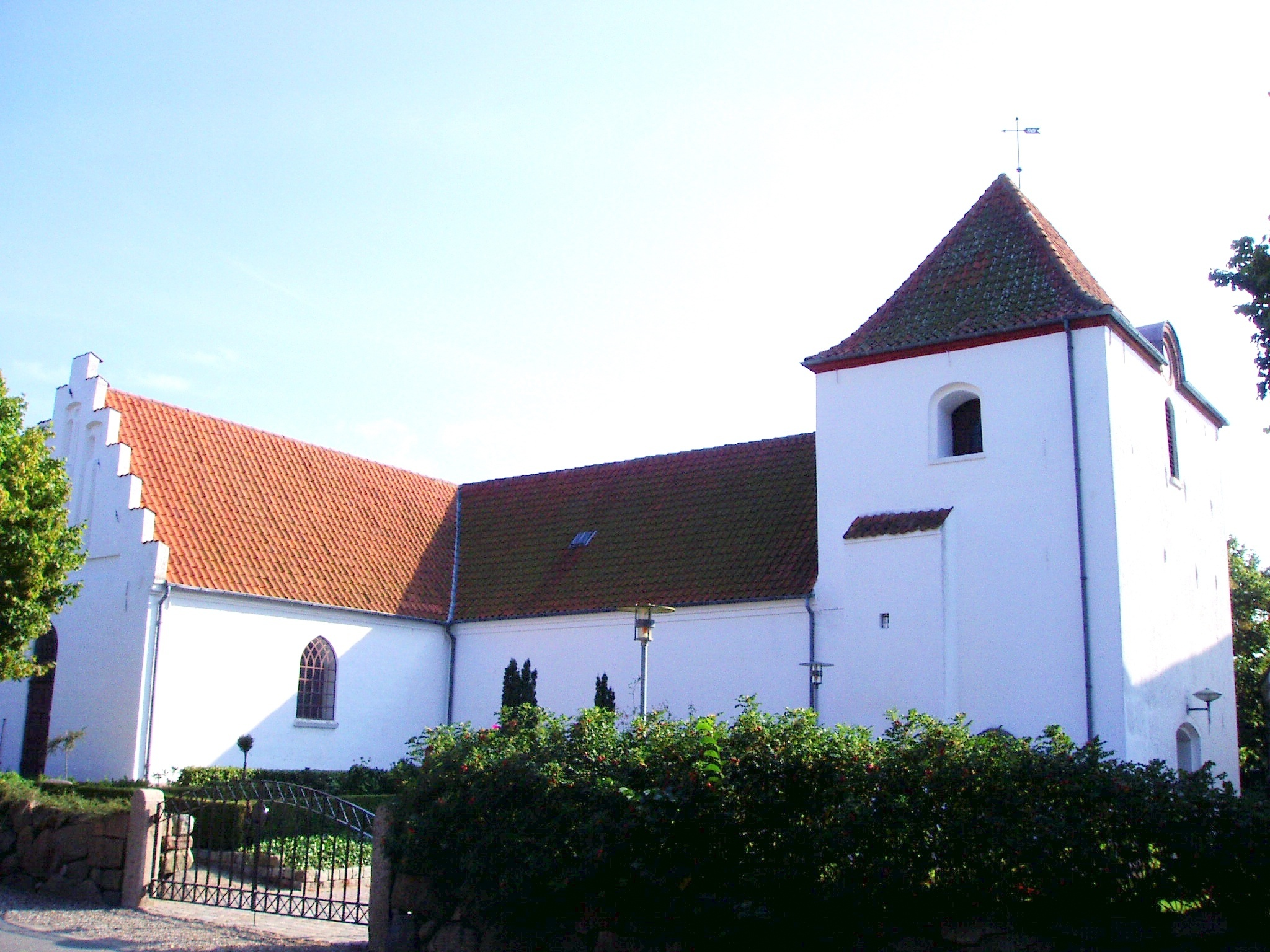
Ryslinge Kirke

Im Kirchspiel leben 2375 Einwohner, davon 1802 im ehemaligen Kommunenzentrum Ryslinge (Stand: 1. Januar 2023).
Im Kirchspiel liegt die Kirche „Ryslinge Kirke“.
Nachbargemeinden sind im Südosten Gislev Sogn, im Süden Kværndrup Sogn,  im Westen Ringe Sogn und im Norden Søllinge Sogn, ferner in der östlich gelegenen Nyborg Kommune Herrested Sogn.

## Persönlichkeiten
- Robin Skivild (* 2001), Radsportler